# London Borough of Lewisham

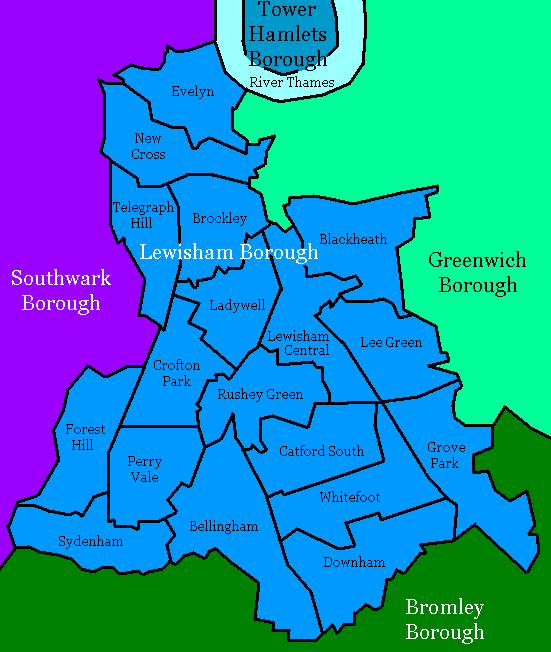
Okręgi wyborcze w Lewisham

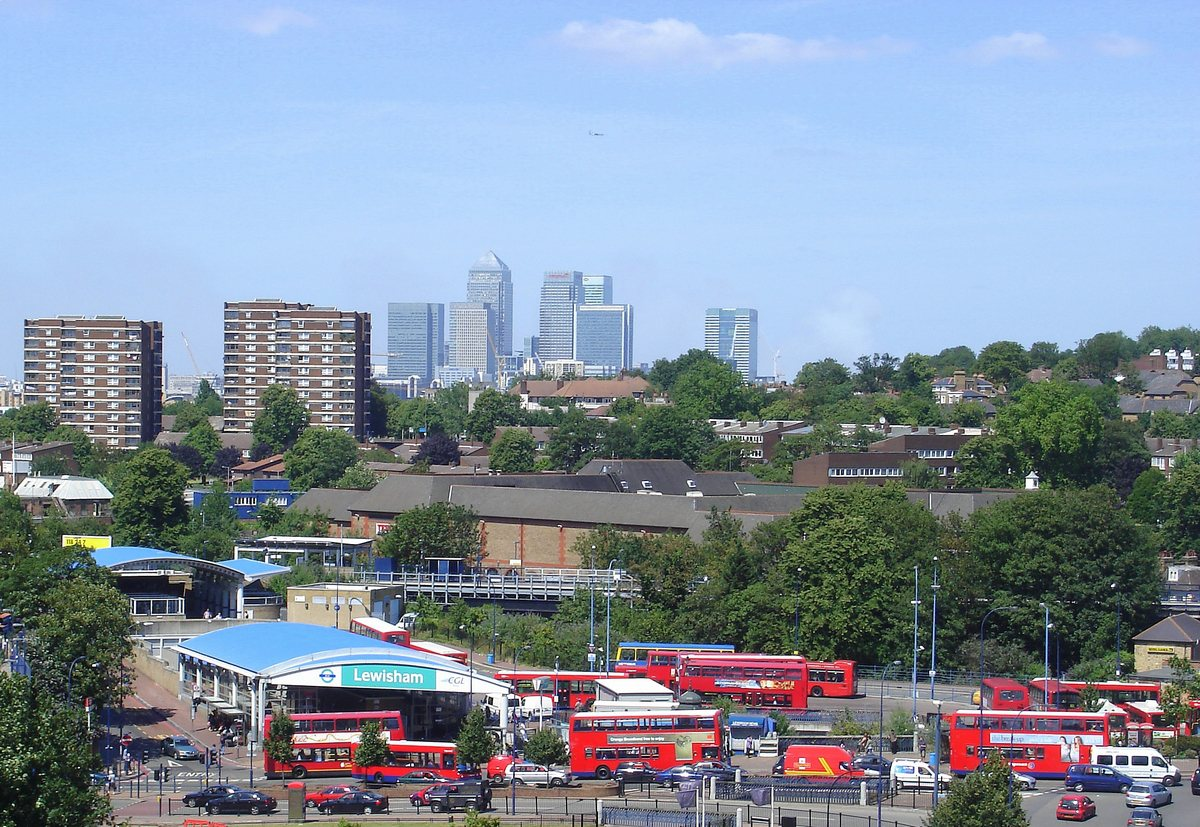
Lewisham

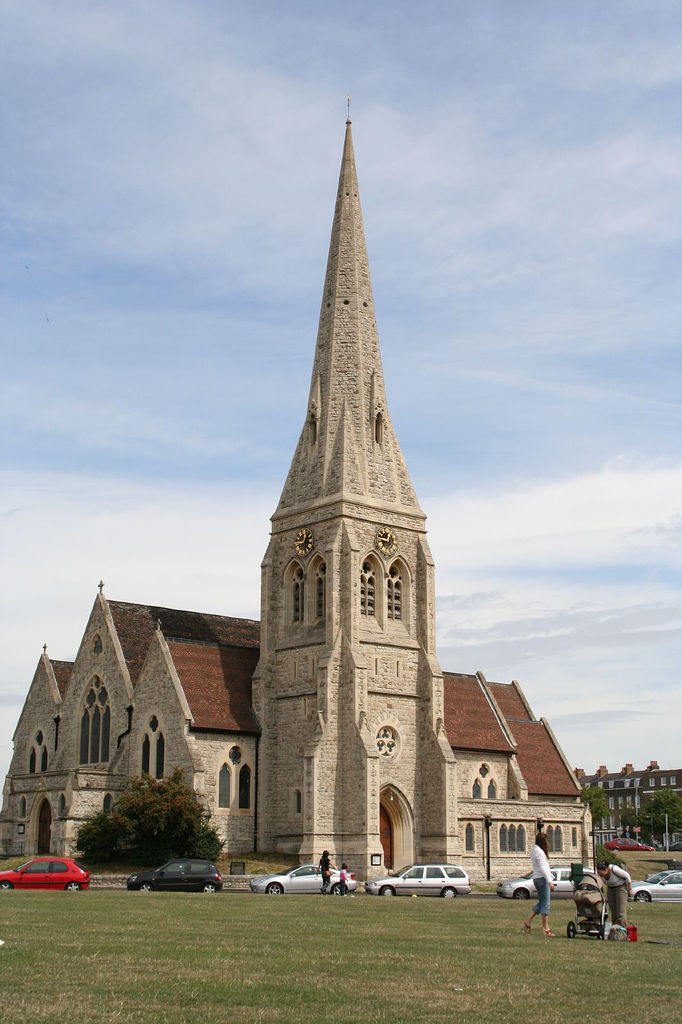
kościół All Saints

London Borough of Lewisham – jedna z 32 gmin Wielkiego Londynu położona w jego południowo-wschodniej części. Wraz z 11 innymi gminami wchodzi w skład tzw. Londynu Wewnętrznego. Władzę stanowi Rada Gminy Lewisham (ang. Lewisham London Borough Council) której siedziba znajduje się w Catford.

## Historia
Gminę utworzono w 1965 na podstawie ustawy London Government Act 1963  ze stołecznych gmin Lewisham (ang. Metropolitan Borough of Lewisham) i Deptford (ang. Metropolitan Borough of Deptford), które utworzono w 1900 roku w ramach podziału hrabstwa County of London na 28 gmin.

## Geografia
Gmina  Lewisham ma powierzchnię 35,15 km², graniczy od wschodu z Greenwich, od południa z Bromley, od zachodu z Southwark, zaś od północy na krótkim odcinku przez Tamizę z Tower Hamlets.
W skład gminy Lewisham wchodzą następujące obszary:
| - Bell Green - Bellingham - Blackheath - Brockley - Catford - Chinbrook - Crofton Park - Deptford - Downham - Forest Hill - Grove Park - Hither Green | - Honor Oak - Honor Oak Park - Ladywell - Lee - Lewisham - Lower Sydenham - Mottingham - New Cross - New Cross Gate - St John’s - Sydenham - Upper Sydenham |

Gmina dzieli się na 18 okręgów wyborczych które nie pokrywają się dokładnie z podziałem na obszary, zaś mieszczą się w trzech rejonach tzw. borough constituencies – Lewisham Deptford, Lewisham East i Lewisham West and Penge.
| - Bellingham (Lewisham West and Penge) - Blackheath (Lewisham East) - Brockley (Lewisham Deptford) - Catford South (Lewisham East) - Crofton Park (Lewisham Deptford) - Downham (Lewisham East) - Evelyn (Lewisham Deptford) - Forest Hill (Lewisham West and Penge) - Grove Park (Lewisham East) | - Ladywell (Lewisham Deptford) - Lee Green (Lewisham East) - Lewisham Central (Lewisham Deptford) - New Cross (Lewisham Deptford) - Perry Vale (Lewisham West and Penge) - Rushey Green (Lewisham East) - Sydenham (Lewisham West and Penge) - Telegraph Hill (Lewisham Deptford) - Whitefoot (Lewisham East) |

## Demografia
W 2011 roku gmina Lewisham miała 275 885 mieszkańców.
Podział mieszkańców według grup etnicznych na podstawie spisu powszechnego z 2011 roku:
| - Biali Brytyjczycy: 114 446 (41,5%) - Biali Irlandczycy: 5 206 (1,9%) - Irish Travellers: 208 (0,1%) - Pozostali biali: 27 826 (10,1%) - Mieszani Karaibowie: 8 539 (3,1%) - Mieszani Afrykanie: 3 559 (1,3%) - Mieszani Azjaci: 3 045 (1,1%) - Pozostali mieszani: 5 329 (1,9%) - Hindusi: 4 600 (1,7%) | - Pakistańczycy: 1 596 (0,6%) - Banglijczycy: 1 388 (0,5%) - Chińczycy: 6 164 (2,2%) - Pozostali Azjaci: 11 786 (4,3%) - Czarni Afrykanie: 32 025 (11,6%) - Czarni Karaibowie: 30 854 (11,2%) - Pozostali czarni: 12 063 (4,4%) - Arabowie: 1 456 (0,5%) - Pozostałe grupy etniczne: 5 795 (2,1%) |

Podział mieszkańców według wyznania na podstawie spisu powszechnego z 2011 roku:
- Chrześcijaństwo –  52,8%
- Islam – 6,4%
- Hinduizm – 2,4%
- Judaizm – 0,2%
- Buddyzm – 1,3%
- Sikhizm – 0,2%
- Pozostałe religie – 0,5%
- Bez religii – 27,2%
- Nie podana religia – 8,9%

Podział mieszkańców według miejsca urodzenia na podstawie spisu powszechnego z 2011 roku:
| - Wielka Brytania (182 799 – 66,26%) - Jamajka (9 697 – 3,51%) - Nigeria (9 554 – 3,46%) - Polska (4 347 – 1,58%) - Irlandia (3 912 – 1,42%) - Sri Lanka (3 548 – 1,29%) - Ghana (2 845 – 1,03%) - Indie (2 609 – 0,95%) - Francja (2 319– 0,84%) - Chiny (2 077 – 0,75%) - Włochy (1 922 – 0,70%) - Niemcy (1 883 – 0,66%) - Stany Zjednoczone (1 426 – 0,52%) - Południowa Afryka (1 441 – 0,52%) | - Litwa (1 332 – 0,48%) - Turcja (1 294 – 0,47%) - Australia (1 242 – 0,45%) - Somalia (1 098 – 0,40%) - Portugalia (1 012 – 0,37%) - Zimbabwe (1032 – 0,37%) - Hiszpania (949 – 0,34%) - Pakistan (814 – 0,30%) - Rumunia (811 – 0,29%) - Bangladesz (716 – 0,26%) - Kenia (687 – 0,25%) - Filipiny (585 – 0,21%) - Iran (443 – 0,16%) - pozostali (33 541 – 12,16%) |

## Transport

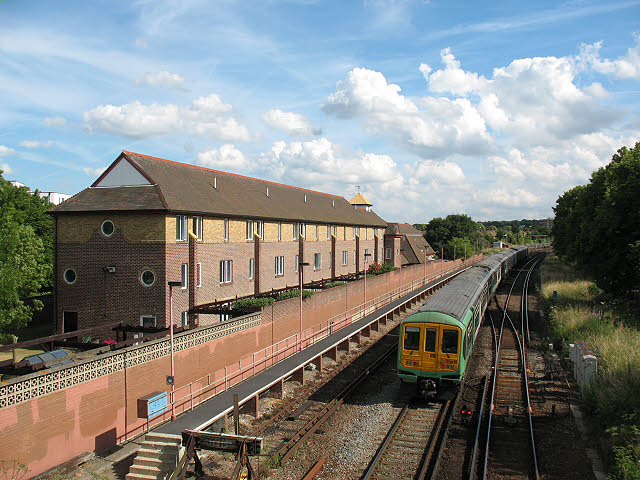
pociąg w pobliżu stacji Catford

Lewisham jest jedną z sześciu londyńskich gmin przez którą nie przebiega ani jedna linia metra.
Pasażerskie połączenia kolejowe na terenie Lewisham obsługują przewoźnicy Southern, Southeastern, London Overground oraz Docklands Light Railway.
Stacje kolejowe:
| - Beckenham Hill - Bellingham - Blackheath (na granicy z Greenwich) - Brockley - Catford - Catford Bridge - Crofton Park - Deptford - Forest Hill - Grove Park | - Hither Green - Honor Oak Park - Ladywell - Lee - Lewisham - Lower Sydenham (na granicy z Bromley) - New Cross - New Cross Gate - St Johns - Sydenham |

Stacje DLR (Docklands Light Railway):
- Deptford Bridge (na granicy z Greenwich)
- Elverson Road (na granicy z Greenwich)
- Lewisham

## Miejsca i muzea

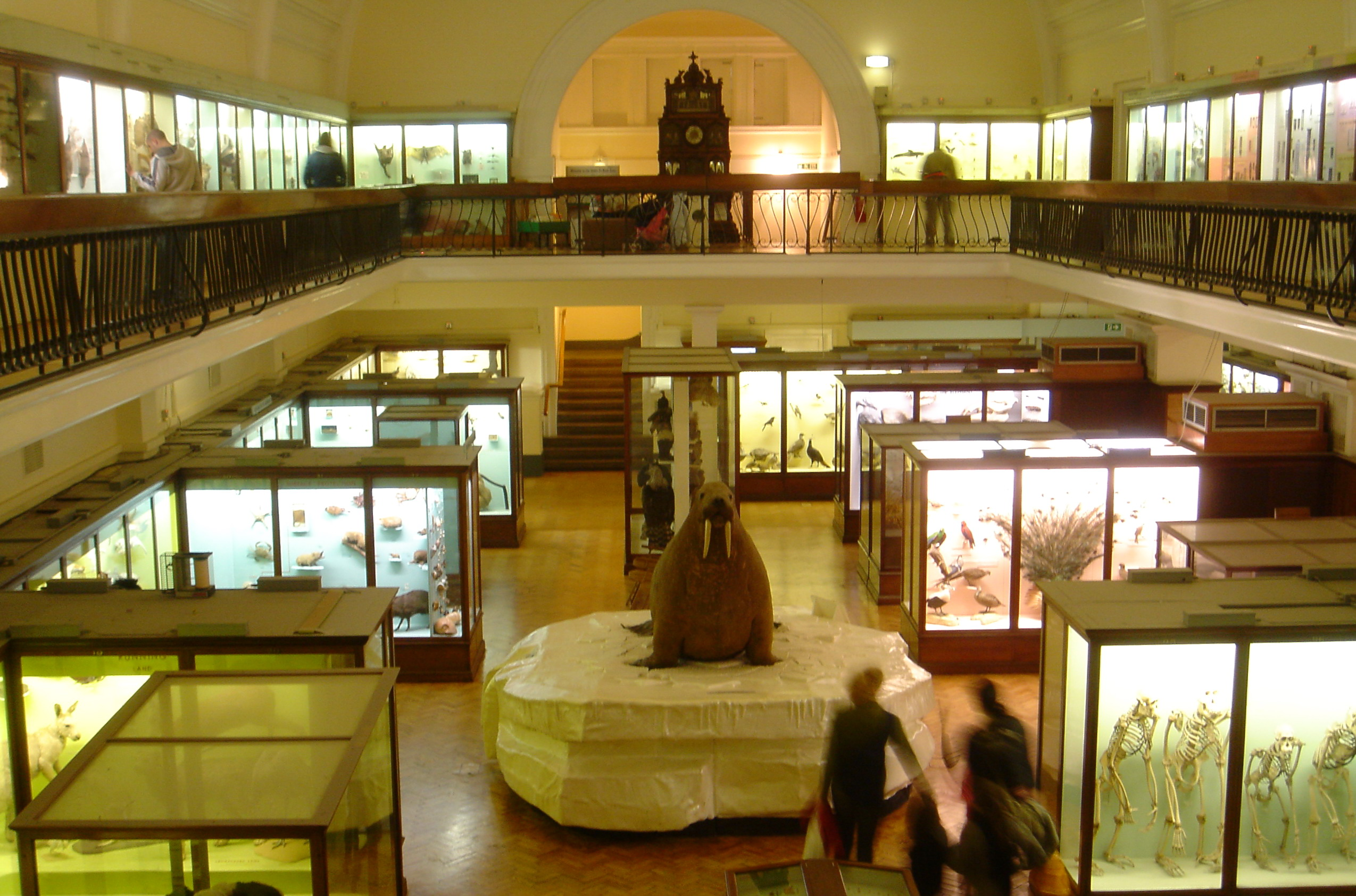
Horniman Museum & Gardens

- Horniman Museum & Gardens z różnorodnymi ekspozycjami ukazującymi kulturę i naturę świata
- stadion The New Den główny obiekt klubu piłkarskiego Millwall F.C. w  południowym Bermondsey na granicy z Southwark
- Broadway Theatre[11]
- The Albany Word Music Theatre[12]
- Brockley Jack Studio Theatre[13]
- London Theatre New Cross[14]
- Beckenham Place Park Golf Course[15]
- Blackheath FC – najstarszy otwarty  klub rugby na świecie[16]

## Edukacja
- Goldsmiths University of London[17]

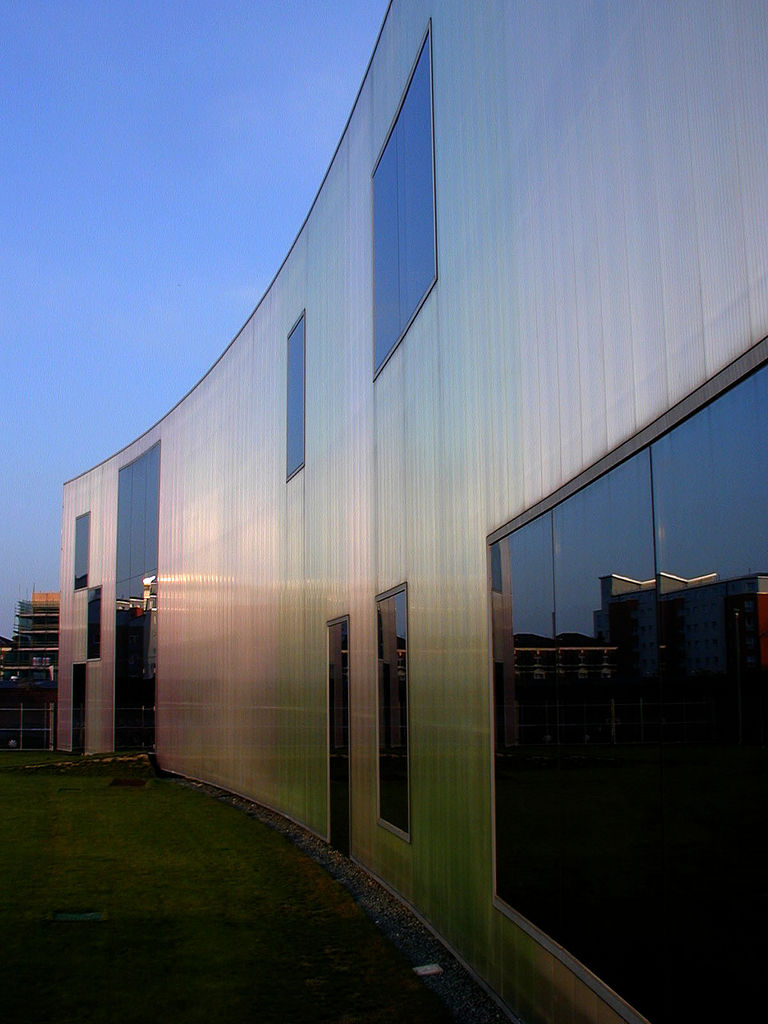
Laban Dance Center

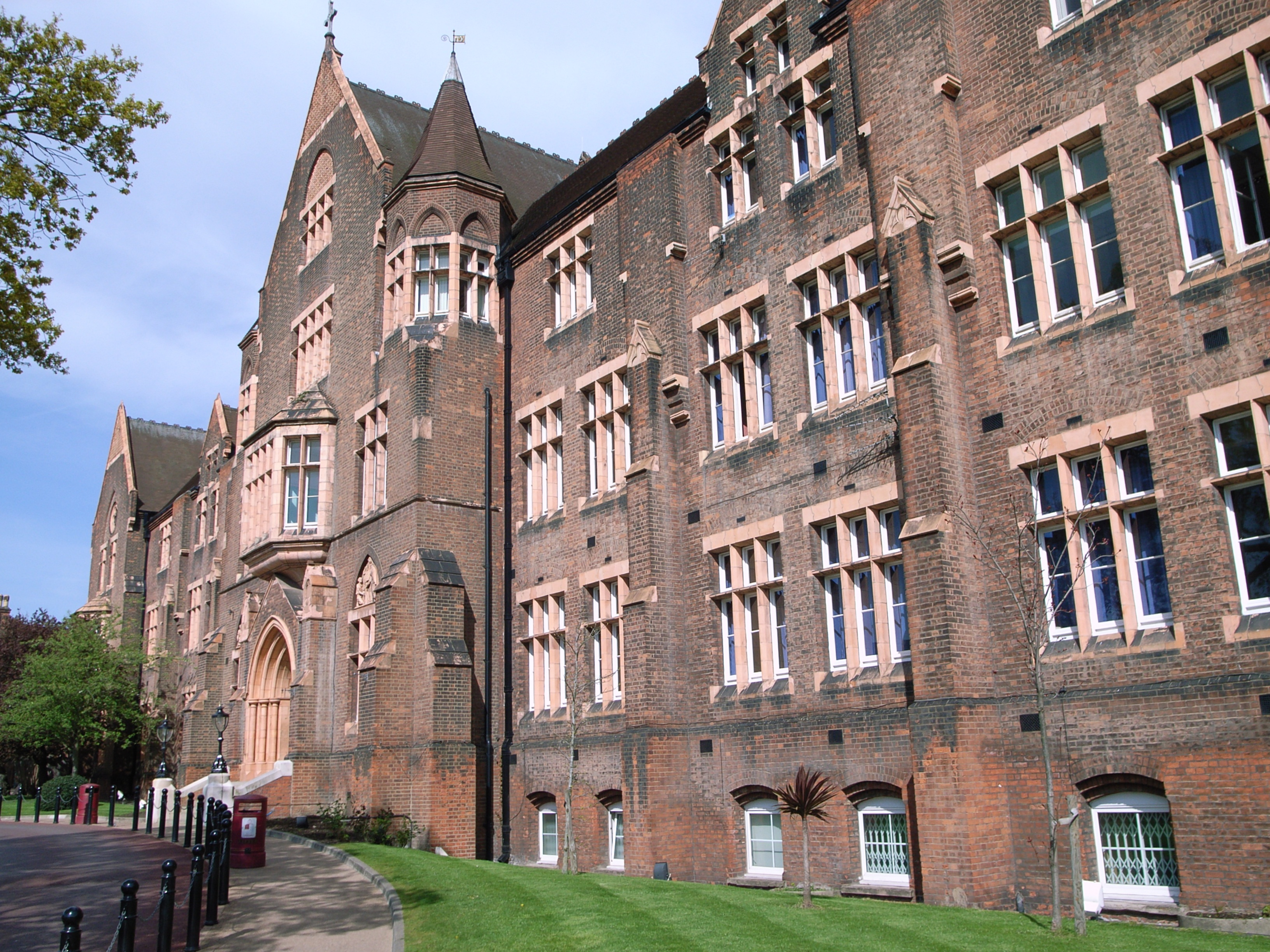
St Dunstan's College

- Laban Dance Centre która wraz z Trinity College of Music (Greenwich) tworzą Trinity Laban[18]
- Christ the King Sixth Form College[19]
- London Community College[20]
- London Capital College[21]
- Addey and Stanhope School[22]
- Bonus Pastor Catholic College[23]
- Conisborough College[24]
- Crossways Sixth Form[25]
- Deptford Green School[26]
- Forest Hill School[27]
- Greenvale School[28]
- Haberdashers' Aske's Hatcham College[29]
- Haberdashers' Aske's Knights Academy[30]
- Lewisham College[31]
- Trinity Lewisham Church of England School[32]
- Prendergast Hilly Fields College[33]
- Prendergast – Ladywell Fields College[34]
- Prendergast Vale[35]
- Sedgehill School[36]
- St Dunstan's College[37]
- St Matthew Academy[38]
- Sydenham High School[39]
- Sydenham School[40]

## Znane osoby
W Lewisham urodzili się m.in.:
- Gary Oldman – aktor
- Bill Wyman – muzyk
- Jude Law – aktor
- George Julian Harney – polityk
- Elsa Lanchester – aktorka
- Sid Vicious – muzyk
- Gladys Powers – weteranka I wojny światowej
- Leslie Howard – aktor
- Emily Davison – sufrażystka
- Jools Holland – pianista
- Luke Pritchard – muzyk
- Maxi Priest – muzyk
- Ginger Baker[41] – muzyk